# Slag bij Italeni
De Slag bij Italeni was een veldslag tussen de Voortrekkers en de Zoeloes tijdens de Grote Trek op 9 april 1838.

## Achtergrond
De Grote Trek had een dieptepunt bereikt na de moord op leider Piet Retief door Zoeloekoning Dingane en de daaropvolgende massamoord bij Bloukrans. Toen dit nieuws Retiefs collega's Piet Uys en Andries Hendrik Potgieter bereikte, was Uys meteen uit op wraak; Potgieter was minder enthousiast aangezien hij meer geïnteresseerd was in de trek naar Transoranje dan Natal. Uit onenigheden tussen de twee ontstond een compromis: ze zouden het samen tegen de Zoeloes opnemen, maar ieder zou zijn eigen commando aanvoeren.

## De slag
Bij de Zoeloehoofdstad uMgungundlovu kwamen ze een impi van ca. 8.000 man tegen. Uys ging op volle kracht ten aanval en wist de Zoeloes terug te dringen. Potgieter ging ook kort de aanval in, maar keerde al snel om, met uitzondering van zestien ruiters die de Zoeloes van dichtbij aanvielen. Eén viel daarbij van zijn paard en werd door de Zoeloes gedood. Omdat Potgieter nu buiten bereik was, kwamen de Zoeloes op Uys af.
Nadat Uys met vijftien vrijwilligers de versnelde broers Johannes en Jacobus Malan uit de gevarenzone had gehaald, vielen de Zoeloes aan. Uys werd door een assegaai in zijn rug geraakt en bloedde hevig. Hij beval zijn commando op de vlucht te slaan en de Zoeloes zetten de achtervolging in. Bij de Voortrekkers sneuvelden Uys, zijn zoon Uys, de broers Malan, hun vader Malan en vijf anderen in totaal.

## Nasleep
Na de slag werd Potgieter door de Voortrekkers zwaar bekritiseerd voor zijn (gebrek aan) actie om Uys te assisteren; zijn commando kreeg de bijnaam "vluchtcommando". Na beschuldigingen van verraad trok hij zich voorgoed terug in Transoranje.
De Zoeloes werden op 16 december 1838 beslissend verslagen in de Slag bij Bloedrivier.